# Wang Xinjie
Det här är en artikel om en person med kinesiskt personnamn; Wang är familjenamnet.
Wang Xinjie (kinesiska: 王鑫杰), född 24 oktober 1996, är en kinesisk sportskytt.

## Karriär
Vid VM 2023 i Baku tog Wang guld tillsammans med Li Yuehong och Liu Yangpan i lagtävlingen i 25 meter snabbpistol samt i lagtävlingen i 25 meter standardpistol. Vid asiatiska spelen 2022 i Hangzhou, som arrangerades 2023, tog han guld tillsammans med Li Yuehong och Liu Yangpan i lagtävlingen i 25 meter snabbpistol.
Vid olympiska sommarspelen 2024 i Paris tog Wang brons i 25 meter snabbpistol.